# 主权互联网法案
主权互联网法案（俄语：Закон о «суверенном интернете»）全称为关于对“关于通信”的联邦法律和“关于信息、信息技术和信息保护”的联邦法律的修正，是俄罗斯于2019年5月通过的法案，该法律允许俄罗斯自行建立包括根域名服务器等的互联网基础设施。其编号为90-FZ，2019年11月1日生效。

## 背景
互联网根域名服务器在多个国家存在镜像，对网络域名的递归查询一定会通过这些根域名服务器。FreeBuf评论认为俄罗斯想要有更大的自主权，确保紧急情况下即使与国际互联网“断网”（或者无法连接根域名服务器）也能保持本国的互联网继续运行。

## 目的
根据2019年3月13日司法部发布的一份声明，该法律旨在“抑制以可靠信息为幌子，传播不可靠的具有社会意义的信息，这些信息存在对公民生命和（或）健康、财产的威胁、大规模破坏社会秩序的威胁，或干扰设施生命支持、交通或社会基础设施、信贷机构、能源设施、工业和通信的运行或终止运行的威胁。”

## 主要内容
- 电信运营商必须在互联网交换中心和穿越俄罗斯边境的通信线路安装国有设备，用于分析和过滤国内流量
- 电信运营商有义务注册（程序由俄羅斯聯邦政府决定）并仅使用上述交换中心
- RKN对俄罗斯互联网（俄语：Рунет）实施“集中管理”
- RKN实施对俄罗斯禁止访问网站的限制
- 进行断网演习以测试程序
- 建立国家级的替代性DNS根“俄罗斯国家域名系统”（НСДИ）

## 反应
批评者认为此法案会影响到俄罗斯的信息自由，甚至直接复刻中国的审查现状，2019年3月10日，上万莫斯科人走上街头，抗议政府进一步限制互联网的计划。但是RKN发言人达维科夫认为不必担心，普京声称“自由与‘主权互联网’的概念之间并无矛盾。”